# فورسون أمانكوا
فورسون أمانكوا هو لاعب كرة قدم غاني ولد بتاريخ 31 ديسمبر 2002.

## مسيرته
بدأ مسيرته في نادي أكاديمية غرب إفريفيا لكرة القدم الغاني ثم إنتقل لنادي ريد بل سالزبورغ النمساوي وتم إعارته لنادي ليفرينغ ثم لنادي رايندورف آلتاخ.

## وصلات
فورسون أمانكوا على موقع قاعدة بيانات كرة القدم.إي يو (الإنجليزية)
- فورسون أمانكوا على موقع ليكيب (الفرنسية)
- فورسون أمانكوا على موقع ناشيونال فوتبول تيمز (الإنجليزية)
- فورسون أمانكوا على موقع Soccerbase.com (لاعب) (الإنجليزية)
- فورسون أمانكوا على موقع Soccerway.com (الإنجليزية)
- فورسون أمانكوا على موقع عالم كرة القدم.نت (الإنجليزية)